# Дев'ять завтра
«Дев'ять завтра» (англ. Nine Tomorrows) — збірка з дев'ятьох науково-фантастичних оповідань та двох віршів американського письменника Айзека Азімова, що вийшла 1959 року в американському видавництві «Doubleday».

## Зміст
| Назва                        | назва                         | рік  | тема                                                              |
| ---------------------------- | ----------------------------- | ---- | ----------------------------------------------------------------- |
| Я просто їх вигадую, дивись! | I Just Make Them Up, See!     | 1958 | вірш, гумористична відповідь на питання читача                    |
| Фах                          | Profession                    | 1957 | освіта, важливість оригінального мислення                         |
| Відчуття сили                | The Feeling of Power          | 1958 | залежність від технологій                                         |
| Смертна ніч                  | The Dying Night               | 1959 | детектив, виявлення вбивці                                        |
| Я у Марспорті без Хільди     | I'm in Marsport Without Hilda | 1957 | детектив, виявлення злочинця-брехуна                              |
| Великодушні грифи            | The Gentle Vultures           | 1957 | війна і лицемірна миротворчість                                   |
| Всі клопоти світу            | All the Troubles of the World | 1958 | Мультивак, залежність від технологій                              |
| Прізвище на «С»              | Spell My Name with an S       | 1958 | значення незначних, на перший погляд, дій для долі всього людства |
| Останнє запитання            | The Last Question             | 1956 | Мультивак, боротьба людства проти теплової смерті всесвіту        |
| Потворний хлопчик            | The Ugly Little Boy           | 1958 | конфлікт науки та етики                                           |
| Листки відмови               | Rejection Slips               | 1959 | вірш, критика творів, які надходять у редакцію                    |